# پیتر آنتوان وان ورشافلت
 پیتر آنتوان وان ورشافلت (انگلیسی: Peter Anton von Verschaffelt؛ ۸ مهٔ ۱۷۱۰ – ۵ ژوئیهٔ ۱۷۹۳) یک مجسمه‌ساز بود.

## نگارخانه

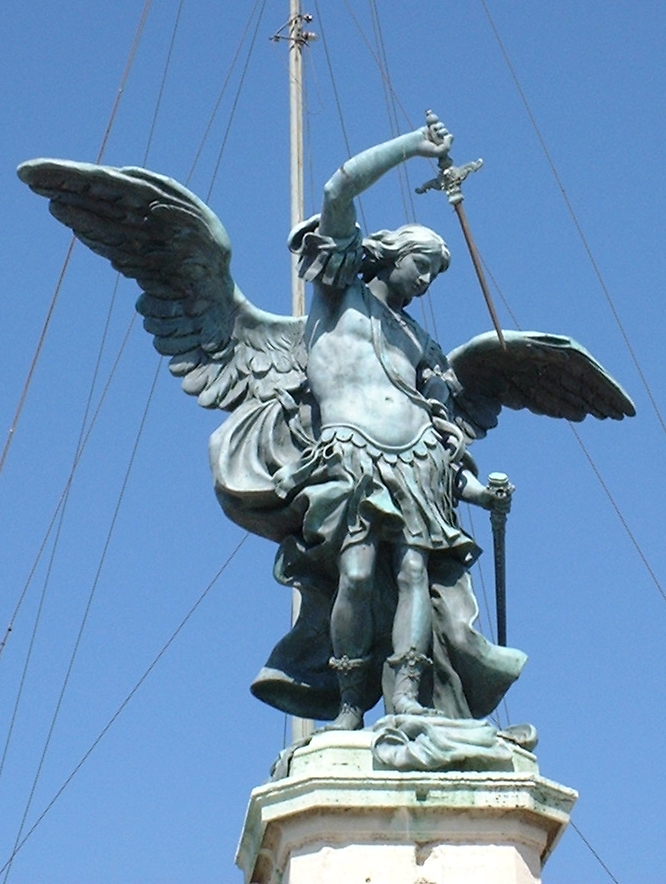
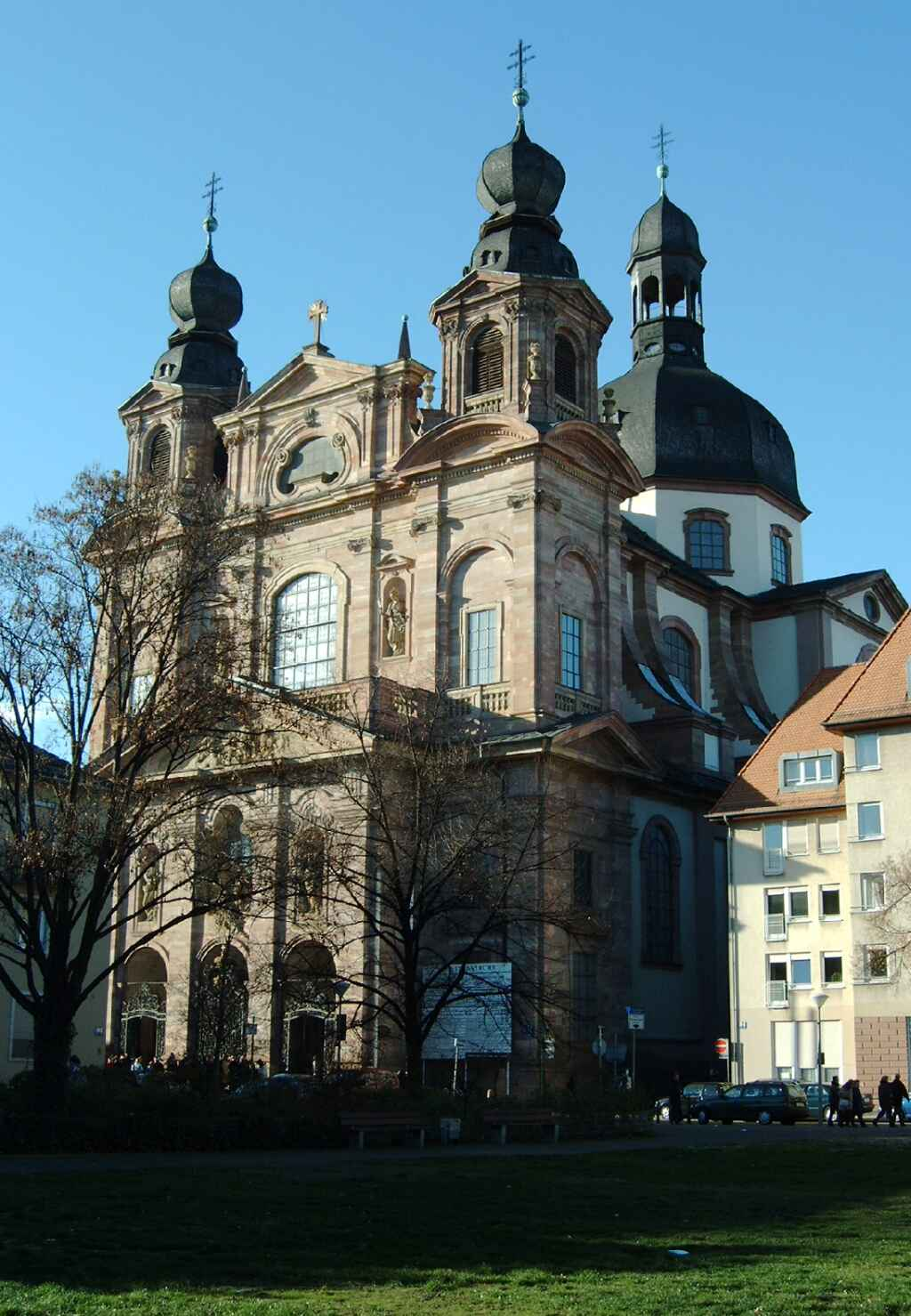
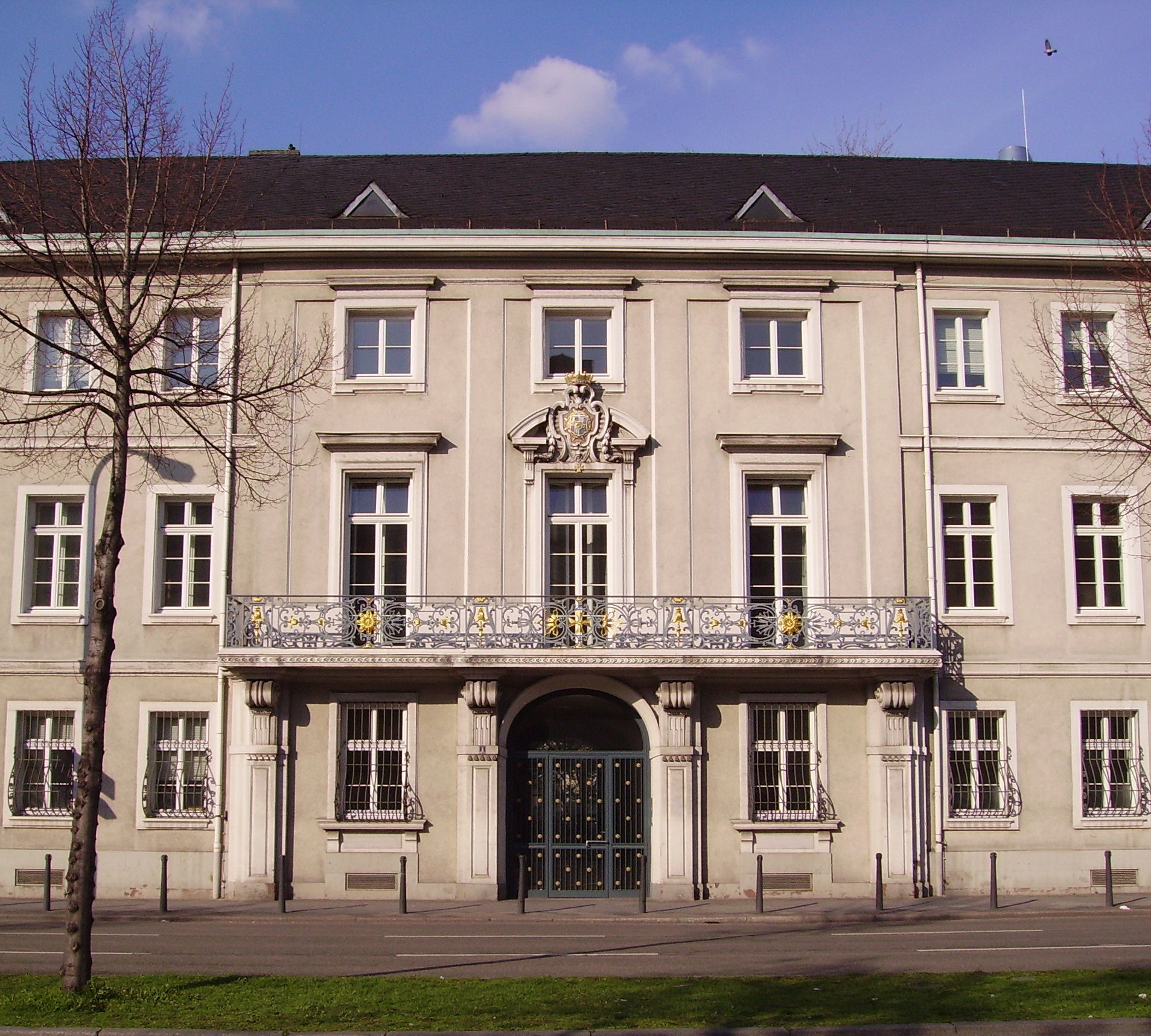